# Ammobates handlirschi
Ammobates handlirschi är en biart som beskrevs av Heinrich Friese 1895. Ammobates handlirschi ingår i släktet Ammobates och familjen långtungebin. Inga underarter finns listade i Catalogue of Life.